# Cauville (Calvados)
Cauville – miejscowość i gmina we Francji, w regionie Normandia, w departamencie Calvados.
Według danych na rok 1990 gminę zamieszkiwało 117 osób, a gęstość zaludnienia wynosiła 20 osób/km² (wśród 1815 gmin Dolnej Normandii Cauville plasuje się na 769. miejscu pod względem liczby ludności, natomiast pod względem powierzchni na miejscu 811.).